# بك وبدونك (أغنية البيتلز)
بك وبدونك (بالإنجليزية: Within You Without You)‏ هي أغنية لفريق الروك الإنجليزي «البيتلز» من ألبومهم عام 1967، «فريق نادي الرقيب بيبر للقلوب الوحيدة Sgt. Pepper's Lonely Hearts Club Band»، كتبها «جورج هاريسون» عضو الفريق ولاعب الجيتار الرئيسي، وهي ثاني أغانيه مع الفريق التي يظهر فيها تأثره بالموسيقى الهندية. استوحى هاريسون الأغنية من إقامته في الهند في أواخر عام 1966 مع معلمه وعازف السيتار «رافي شانكار». تم تسجيل الأغنية في لندن بدون باقي أعضاء فريق البيتلز، وهي تتميز بآلات موسيقية هندية مثل السيتار والديلروبا والطبلة، وقام بتسجيلها هاريسون مع أعضاء دائرة الموسيقى الآسيوية. يمثل التسجيل خروجًا كبيرًا عن عمل البيتلز السابق؛ من الناحية الموسيقية، وهي تستحضر التقاليد التعبدية الهندية، بينما تعكس الجودة الروحية الصريحة للكلمات التي كتبها هاريسون بعد استيعاب الفلسفة الهندوسية وتعاليم الفيدا.  
قدمت الأغنية الموسيقى الكلاسيكية الهندية لجمهور جديد في الغرب وساهمت في ذروة الشعبية العالمية لهذا النوع من الموسيقى، كما أثرت على الاتجاه الفلسفي للعديد من أقران هاريسون خلال هذه الحقبة من «مثالية المدينة الفاضلة» التي برز فيها ظاهرة اجتماعية تسمى «صيف الحب». حظيت الأغنية بآراء متنوعة من نقاد الموسيقى، حيث وجد بعضهم أنها باهتة وطنانة، بينما أعجب آخرون بأصالتها الموسيقية ويعتبرون الرسالة هي الأكثر أهمية. كتب ديفيد فريك في مجلة «رولينج ستون»:  «أغنية جميلة وخطيرة في آن واحد، وهي موعظة مغناطيسية حول المادية والمسؤولية المجتمعية في وسط البوم مكرس للفوضى السياسية بألوان لطيفة».

## طاقم العزف والتسجيل
جورج هاريسون: غناء وتمبورا وسيتار وجيتار أكوستيك
آنا جوشي: ديليروبا
عمريت ججار: ديليروبا
نتوار سوني: طبلة
بودهاديف كانسارا: تامبورا
نيل اسبينال: تامبورا
مجموعة عازفي الكمان: إريك جروينبيرج، آلان لوفداي، جوليان جيلارد، بول شيرمان، رالف إلمان، ديفيد وولفستال، جاك روثستين، جاك جرين
مجموعة عازفي التشيلو: ريجينالد كيلبي وألين فورد وبيتر بيفان

## كلمات الأغنية
كنا نتحدث عن المسافة بيننا جميعا We were talking - about the space between us all
والناس الذين يختبئون وراء جدار من الوهم And the people - who hide themselves behind a wall of illusion
لا يلمحوا الحقيقة أبدًا، ويكون فات الأوان عندما يحضرهم الموت Never glimpse the truth - then it’s far too late - when they pass away
كنا نتحدث عن الحب الذي يمكن أن نشاركه جميعًا، عندما نجده We were talking - about the love we all could share - when we find it
لنبذل قصارى جهدنا للإحتفاظ به  To try our best to hold it there - with our love
مع حبنا يمكننا إنقاذ العالم، إذا عرفوا فقط With our love - we could save the world - if they only knew
حاول أن تدرك أن الأمر كله في داخلك Try to realise it's all within yourself
لا أحد يستطيع أن يجعلك تتغير No-one else can make you change
وترى أنك صغير جدًا حقًا And to see you're really only very small
والحياة تتدفق بك أو بدونك And life flows on within you and without you
كنا نتحدث، عن الحب الذي أصبح باردًا جدًا والناس We were talking - about the love that's gone so cold and the people
الذين يكسبون العالم ويفقدون أرواحهم Who gain the world and lose their soul
لا يعرفون..لا يمكنهم الرؤية..هل أنت واحد منهم؟ They don't know - they can't see - are you one of them
عندما ترى ما هو أبعد من نفسك When you've seen beyond yourself
قد تجد راحة البال، تنتظر هناك Then you may find peace of mind, is waiting there
وسيأتي الوقت الذي ترى فيه أننا جميعًا واحد And the time will come when you see we're all one
والحياة تتدفق بك أو بدونك And life flows on within you and without you

## وصلات خارجية
https://www.youtube.com/watch?v=HsffxGyY4ck بك وبدونك (أغنية البيتلز)
https://www.songfacts.com/facts/the-beatles/within-you-without-you بك وبدونك (أغنية البيتلز)
https://www.beatlesbible.com/songs/within-you-without-you/ بك وبدونك (أغنية البيتلز)
https://www.georgeharrison.com/ بك وبدونك (أغنية البيتلز)